# Zonsverduisteringen van 2031 t/m 2040
De periode 2031 t/m 2040 bevat 22 zonsverduisteringen. Deze zijn onderverdeeld in de volgende typen:
- 6 totale
- 7 ringvormige
- 1 hybride
- 8 gedeeltelijke

## Overzicht
Onderstaand overzicht bevat alle details van deze zonsverduisteringen.
| Datum        | UTC op Max | Type         | Stijl    | Saros nr | Magni- tude | Lengte op Max | Regio's in het gehele eclipsgebied                                                                      | Regio's met het eclipspad                                                                         |
| ------------ | ---------- | ------------ | -------- | -------- | ----------- | ------------- | --- | ------------------------------------------------------------------------------------------------- |
| 21 mei 2031  | 07:16:04   | ringvormig   | centraal | 138      | 0.959       | 05m26s        | Afrika, Zuidelijk Azië, Oostelijk Indië, Australië                                                      | Angola, Congo, Zambia, Tanzania, s. India, Maleisië, Indonesië                                    |
| 14 nov. 2031 | 21:07:30   | hybride      | centraal | 143      | 1.011       | 01m08s        | Stille Oceaan, Zuidelijk Noord-Amerika, Midden-Amerika, Noordwestelijke Zuid-Amerika                    | Zuidelijke VS, Panama                                                                             |
| 9 mei 2032   | 13:26:42   | ringvormig   | centraal | 148      | 0.996       | 00m22s        | Zuidelijk Zuid-Amerika, Zuidelijk Afrika                                                                | Zuidelijke Atlantische Oceaan                                                                     |
| 3 nov. 2032  | 05:34:12   | gedeeltelijk |          | 153      | 0.855       | -             | Azië |                                                                                                   |
| 30 mrt. 2033 | 18:02:35   | totaal       | centraal | 120      | 1.046       | 02m37s        | Noord-Amerika                                                                                           | Oostelijk Rusland, Alaska                                                                         |
| 23 sep. 2033 | 13:54:31   | gedeeltelijk |          | 125      | 0.689       | -             | Zuidelijk Zuid-Amerika, zuidpoolgebied                                                                  |                                                                                                   |
| 20 mrt. 2034 | 10:18:45   | totaal       | centraal | 130      | 1.046       | 04m09s        | Afrika, Europa, Westelijk Azië                                                                          | Nigeria, Kameroen, Tsjaad, Sudan, Egypte, Saüdi Arabië, Iran, Afghanistan, Pakistan, India, China |
| 12 sep. 2034 | 16:19:27   | ringvormig   | centraal | 135      | 0.974       | 02m58s        | Midden-Amerika, Zuid-Amerika                                                                            | Chili, Bolivia, Argentinië, Paraguay, Brazilië                                                    |
| 9 mrt. 2035  | 23:05:53   | ringvormig   | centraal | 140      | 0.992       | 00m48s        | Australië, Nieuw-Zeeland, Zuidelijke Stille Oceaan, Mexico, zuidpoolgebied                              | Nieuw-Zeeland, Stille Oceaan                                                                      |
| 2 sep. 2035  | 01:56:46   | totaal       | centraal | 145      | 1.032       | 02m54s        | Oostelijk Azië, Stille Oceaan                                                                           | China, Korea, Japan, Stille Oceaan                                                                |
| 27 feb. 2036 | 04:46:49   | gedeeltelijk |          | 150      | 0.629       | -             | zuidpoolgebied, Zuidelijk Australië, Nieuw-Zeeland                                                      |                                                                                                   |
| 23 juli 2036 | 10:32:06   | gedeeltelijk |          | 117      | 0.199       | -             | Zuidelijke Atlantische Oceaan                                                                           |                                                                                                   |
| 21 aug. 2036 | 17:25:45   | gedeeltelijk |          | 155      | 0.862       | -             | Alaska, Canada, noordpoolgebied, Westelijk Europa, Noordwestelijk Afrika                                |                                                                                                   |
| 16 jan. 2037 | 09:48:55   | gedeeltelijk |          | 122      | 0.705       | -             | Noordelijk Afrika, Europa, Midden Oosten, Westelijk Azië                                                |                                                                                                   |
| 13 juli 2037 | 02:40:35   | totaal       | centraal | 127      | 1.041       | 03m58s        | Oostelijk Indië, Australië, Stille Oceaan                                                               | Australië, Nieuw-Zeeland                                                                          |
| 5 jan. 2038  | 13:47:10   | ringvormig   | centraal | 132      | 0.973       | 03m18s        | Oostelijk Noord-Amerika, Noordelijk Zuid-Amerika, Atlantische Oceaan, Afrika, Europa                    | Cuba, Dominicaanse Republiek, Ivoorkust, Ghana, Niger, Tsjaad, Egypte                             |
| 2 juli 2038  | 13:32:54   | ringvormig   | centraal | 137      | 0.991       | 01m00s        | Noord-Amerika, Midden-Amerika, Zuid-Amerika, Afrika, Europa, Midden Oosten                              | Colombia, Venezuela, Mauritania, Marokko, Mali, Niger, Tsjaad, Sudan, Ethiopië, Kenia             |
| 26 dec. 2038 | 01:00:10   | totaal       | centraal | 142      | 1.027       | 02m18s        | Zuidoostelijk Azië, Oostelijk Indië, Australië, Nieuw-Zeeland, Zuidelijke Stille Oceaan, zuidpoolgebied | Australië, Nieuw-Zeeland, Zuidelijke Stille Oceaan                                                |
| 21 juni 2039 | 17:12:53   | ringvormig   | centraal | 147      | 0.945       | 04m05s        | Noord-Amerika, Westelijk Europa                                                                         | Alaska, Noordelijk Canada, Noorwegen, Zweden, Finland, Estland, Rusland                           |
| 15 dec. 2039 | 16:23:46   | totaal       | centraal | 152      | 1.036       | 01m51s        | Zuidelijk Zuid-Amerika, zuidpoolgebied                                                                  | zuidpoolgebied                                                                                    |
| 11 mei 2040  | 03:43:02   | gedeeltelijk |          | 119      | 0.531       | -             | Australië, Nieuw-Zeeland, zuidpoolgebied                                                                |                                                                                                   |
| 4 nov. 2040  | 19:09:01   | gedeeltelijk |          | 124      | 0.807       | -             | Noord-Amerika, Midden-Amerika                                                                           |                                                                                                   |

### Legenda
| Kolomhoofd                         | Uitleg                                                                                                |
| ---------------------------------- | --- |
| Datum                              | Datum op het moment van het maximum van de eclips                                                     |
| UTC op Max                         | Tijd in UTC op het moment van het maximum van de eclips                                               |
| Type                               | Type van de eclips                                                                                    |
| Stijl                              | Binnen een type zijn verschillende stijlen mogelijk                                                   |
| Sarosnr                            | Het nr van de sarosreeks waartoe de eclips behoort                                                    |
| Magnitude                          | Percentage van verduistering van de middellijn van de zon op het moment van het maximum van de eclips |
| Lengte op Max                      | Tijdsduur van de eclips op de plek met het maximum                                                    |
| Regio's in het gehele eclipsgebied | Gebieden waar de eclips of een gedeelte ervan te zien is                                              |
| Landen met het eclipspad           | Landen waar de eclips totaal of ringvormig te zien is                                                 |